# Eliminator (computerspel uit 1998)
Eliminator is een computerspel dat werd ontwikkeld door Magenta Software en werd uitgebracht door Psygnosis Limited. Het spel kwam in 1998 uit voor de Sony PlayStation en een jaar later volgde een release voor Microsoft Windows. De speler vlieg in een ruimteschip, volgt een parcours en moet hierbij allerlei tegenstanders neerschieten. Het perspectief wordt in de derde persoon getoond.

## Ontvangst
| Beoordeeld door               | Platform    | Datum            | Score |
| ----------------------------- | ----------- | ---------------- | ----- |
| Power Unlimited               | PlayStation | december 1998    | 62%   |
| PC Gameplay (Benelux)         | Windows     | maart 1999       | 55%   |
| NowGamer                      | PlayStation | 28 februari 1999 | 53%   |
| Absolute Games (AG.ru)        | Windows     | 28 februari 1999 | 50%   |
| PC Player (Duitsland)         | Windows     | maart 1999       | 45%   |
| GameSpot                      | PlayStation | 16 maart 1999    | 42%   |
| PlayStation Pro (UK Magazine) | PlayStation | juni 1999        | 40%   |
| IGN                           | PlayStation | 26 februari 1999 | 40%   |
| GameStar (Duitsland)          | Windows     | april 1999       | 34%   |
| PC Zone                       | Windows     | 13 augustus 2001 | 30%   |